# Торгова назва
Фірмове найменування, торгове найменування або торгова назва англ. trade name — це псевдонім, який використовується компаніями, які не працюють під зареєстрованою назвою компанії. Терміном для цього типу альтернативної назви є «фіктивна» назва компанії. Часто потрібна реєстрація вигаданого імені у відповідному державному органі.
У низці країн для позначення торгової назви використовується фраза «торгуючи як» (скорочено до t/a). У Сполучених Штатах використовується фраза «doing business as» (скорочено DBA, dba, dba або d/b/a) що перекладається як «здійснює або веде бізнес як» серед інших, наприклад, «assumed business name» або «fictitious business name» що дослівно перекладається як «вигадана або фіктивна назва». У Канаді використовуються «operating as» (скорочено o/a ) і «trading as», що перекладається як «діючи як» та «торгуючи як» відповідно, хоча іноді також використовується «doing business as».
Зазвичай компанія використовує фірмове найменування для ведення бізнесу, використовуючи простішу назву, а не своє офіційне і часто більш довге ім’я. Фірмові назви також використовуються, коли бажане ім’я неможливо зареєструвати, часто тому, що воно вже зареєстроване або занадто схоже на вже зареєстроване ім’я.

## Правові аспекти
Використання одного (або кількох) вигаданих фірмових найменувань не створює однієї (або кількох) окремих юридичних осіб.  Розрізнення між зареєстрованим юридичним найменуванням і вигаданим фірмовим найменуванням або фірмовим найменуванням є важливим, оскільки вигадані фірмові назви не завжди ідентифікують особу, яка несе юридичну відповідальність .
Юридичні угоди (наприклад, контракти) зазвичай укладаються з використанням зареєстрованої юридичної назви підприємства. Якщо корпорація не дотримується таких важливих юридичних формальностей, як-от використання своєї зареєстрованої юридичної назви в контрактах, вона може піддатися пронизанню корпоративної завіси.
В англійській мові торгові назви зазвичай розглядаються як власні іменники.

## За країною

### Аргентина
В Аргентині торгова назва відома як nombre de fantasía (дослівно «фантазія» або «вигадка»), а юридична назва бізнесу називається razón social (соціальна назва).

### Бразилія
У Бразилії торгова назва відома як nome fantasia (дослівно «фантазія» або «вигадка»), а юридична назва бізнесу називається razão social (соціальна назва).

### Канада
У деяких канадських юрисдикціях, наприклад в Онтаріо, коли бізнесмен пише фірмове найменування в контракті, рахунку-фактурі або чеку, він або вона також повинні додати юридичну назву компанії.
Нумеровані компанії дуже часто функціонують як щось інше, ніж їх юридична назва, яка не впізнається громадськості.

### Чилі
У Чилі торгова назва відома як nombre de fantasía (дослівно «фантазія» або «вигадка»), а юридична назва бізнесу називається razón social (соціальна назва).

### Ірландія
В Ірландії підприємства законодавчо зобов’язані реєструвати фірмові назви, якщо вони відрізняються від офіційної (-й) одноосібного підприємця або партнерів, або юридичної назви компанії. Офіс реєстрації компаній публікує реєстр таких фірмових найменувань з можливістю пошуку.

### Японія
В Японії використовується слово yagō (яп. 屋号).

### Нігерія
У колоніальній Нігерії певні племена мали членів, які використовували різноманітні торгові назви для ведення бізнесу з європейцями. Двома відомими прикладами були король Бонні Перекуле VII, який був відомий як капітан Пеппл у торгових питаннях, і король Джубо Джубога з Опобо, який носив псевдонім капітан Джаджа. І Пеппл, і Джаджа заповідатимуть свої торгові назви своїм королівським нащадкам як офіційні прізвища після своєї смерті.

### Сінгапур
У Сінгапурі не існує вимоги щодо подання на реєстрацію «назви ведення бізнесу», однак існують вимоги щодо розкриття зареєстрованої назви основного підприємства або компанії та унікального номера організації.

### Об'єднане Королівство
У Сполученому Королівстві не існує вимоги щодо подання назви, що торгується, проте є вимоги щодо розкриття справжнього імені власника та деякі обмеження щодо використання певних імен.

### Сполучені Штати
У меншості штатів США, включаючи Вашингтон, досі використовують термін фірмове найменування для позначення назв «ведення бізнесу як» (DBA); Зараз у більшості штатів США DBA офіційно називають іншими термінами; майже половина штатів, як-от Нью-Йорк і Орегон, використовують термін «Припущена назва підприємства» або «Припущена назва» (дослівно «приблизна назва»); майже стільки ж, як Пенсільванія, використовують термін Вигадане Ім'я.
З метою захисту прав споживачів багато юрисдикцій США вимагають від компаній, які працюють з вигаданими іменами, подавати заяву DBA, хоча можуть бути прийняті імена, включаючи ім’я та прізвище власника. Це також зменшує можливість діяльності двох місцевих підприємств під однаковою назвою, хоча деякі юрисдикції не надають винятковості для імені або можуть дозволити більше ніж одній стороні реєструвати те саме ім’я. Зауважте, однак, що це не заміна подачі заявки на торговельну марку. Заява DBA не має юридичної ваги при встановленні прав на торговельну марку. У США права на торговельну марку набуваються шляхом використання в торгівлі, але подача заявки на торговельну марку може принести значні переваги. ФОП є найпоширенішими користувачами DBA. Індивідуальні підприємці – це індивідуальні власники бізнесу, які самі керують своїм бізнесом. Оскільки більшість людей у цих обставинах використовують назву компанії, відмінну від власного імені, їм часто необхідно отримати DBA.
Як правило, DBA має бути зареєстрований в місцевому або державному уряді, або в обох, залежно від юрисдикції. Наприклад, Каліфорнія, Техас та Вірджинія вимагають реєстрації DBA в кожному окрузі (або незалежному місті у випадку Вірджинії), де власник здійснює бізнес. Меріленд і Колорадо мають DBA, зареєстровані в державному агентстві. Вірджинія також вимагає від корпорацій та ТОВ подавати копію своєї реєстрації в окрузі чи місті для реєстрації в Комісії державних корпорацій.
Операції DBA часто використовуються в поєднанні з франшизою. Франчайзі матиме юридичне ім’я, під яким він може подавати до суду та бути позивачем, але вести бізнес під торговою маркою франчайзера (яку громадськість впізнає). Типовий приклад із реального світу можна знайти у відомій справі про помилку ціноутворення, Donovan v. RRL Corp., 26 Кал. 4th 261 (2001), де названий відповідач, RRL Corporation, був автосалоном Lexus, який займався бізнесом як "Lexus of Westminster", але залишався окремою юридичною особою від Lexus, підрозділу Toyota Motor Sales, USA, Inc.
У Каліфорнії для подання заяви DBA також потрібно, щоб повідомлення про вигадане ім’я було опубліковано в місцевих газетах протягом певного періоду часу, щоб інформувати громадськість про намір власника діяти під вигаданим ім’ям. Намір закону полягає в тому, щоб захистити громадськість від шахрайства, примушуючи власника бізнесу спочатку подати або зареєструвати свою вигадану фірмову назву в окружного клерка, а потім зробити подальший публічний запис про це, опублікувавши це в газеті. Кілька інших штатів, таких як Іллінойс, також вимагають друкованих публікацій.

### Уругвай
В Уругваї торгова назва відома як nombre fantasía, а юридична назва бізнесу називається razón social.